# Richard Iyasere
Richard Iyasere (nacido el 22 de agosto de 1968) es de la ciudad  Urhonigbe de Benín, estado de Edo, Nigeria.  Es conocido por su estilo de baile Akwete que usó para popularizar el género musical Edo Funk que fue creado originalmente por el prominente músico nigeriano Sir Victor Uwaifo.
Richard Iyasere es el fundador de una empresa de entretenimiento estadounidense DaddyRich Productions. Fue calificado como el indígena Urhonigbe más popular después de hacer campaña consecutivamente contra el gobierno británico para devolver los artefactos robados de Edo Peoples durante la Expedición a Benín de 1897, que logró recuperar parte de algunos artefactos robados a Edo People. Recientemente es miembro de la junta de Bronx Community.